# Катастрофа Ил-76 в Дарфуре
Катастрофа Ил-76 в Дарфуре — авиационная катастрофа, произошедшая в понедельник 21 октября 2024 года. Самолёт Ил-76Т, ранее принадлежавший авиакомпании «New Way Cargo Airlines» выполнял грузовой рейс по маршруту ОАЭ — Ам-Джерес, но при пролёте над территорией Судана самолёт рухнул на землю и полностью разрушился. Погибли все 5 человек на борту самолёта
Катастрофа произошла на фоне гражданской войны в Судане между фактическим главой государства Абделем Фаттахом аль-Бурханом и лидером Сил быстрого реагирования Мухаммедом Хамданом Дагло.

## Катастрофа
Разбившийся самолёт ранее принадлежал киргизской авиакомпании New Way Cargo Airlines.
Катастрофа произошла на фоне гражданской войны в Судане между фактическим главой государства Абделем Фаттахом аль-Бурханом и лидером Сил быстрого реагирования Мухаммедом Хамданом Дагло.
22 октября 2024 года Силы быстрого реагирования заявили об обнаружении аварийных бортовых самописцев и о намерении считать и опубликовать данные.
24 октября 2024 года информационное агентство Рейтер сообщило о заявлении Сил быстрого реагирования об использовании сбитого самолёта для снабжения Вооружённых сил Судана в Эль-Фашире посредством сброса грузов и сбитии самолёта сразу после совершения доставки.